# Martina Bárta
Martina Bárta (Praga, 1º settembre 1988) è una cantante ceca.
Vocalist e suonatrice di corno francese, faceva parte del gruppo di jazz 4 To The Bar di Francoforte sul Meno. Ha anche avuto un ruolo nel musical Robin Hood e ha lavorato con Felix Slováček e Karel Gott.
Ha rappresentato la Repubblica Ceca all'Eurovision Song Contest 2017 con la canzone My Turn ma non è riuscita a qualificarsi per la finale.
Nel 2018 ha preso parte a Deutschland sucht den Superstar.

## Discografia

### Singoli
- 2017 – My Turn